# Харабалінський район
Харабалі́нський райо́н — адміністративна одиниця Росії, Астраханська область. У район входить 1 місто та 9 сільських поселень.
Адміністративний центр — місто Харабалі.

## Географія
Район розташований в Волго-Ахтубинській заплаві у східній частині регіону, в напівпустельній зоні. У цій частині району спостерігається унікальне природне утворення Берівські горби.
У районі переважає пустельний ґрунтовий комплекс. Найродючіші ґрунти лугового ряду розташовуються в Волго-Ахтубинській заплаві.

## Історія
З 1254 по 1395 роки на території району розташовувалася столиця Золотої Орди — місто Сарай-Бату.
14 липня 1925 року на підставі постанови Президії ВЦВК в Астраханської губернії був утворений Харабалінський район. У червні 1928 року район увійшов у складі Астраханського округу Нижньо-Волзького краю. 30 липня 1930 року Астраханський округ, як і більшість інших округів СРСР, був скасований. Його райони відійшли в пряме підпорядкування Нижньо-Волзького краю. З 10 січня 1934 року Хараблінський район у складі Сталінградського краю, з 5 грудня 1936 року — у складі Сталінградської області. 16 липня 1937 року в складі Сталінградської області був повторно утворений Астраханський округ куди увійшов і Хараблінський район.
27 грудня 1943 року район увійшов до складу новоутвореної Астраханській області. В 1963 році до складу району увійшла територія скасованого Сасикольського району.
З 1 січня 2006 року відповідно до Закону Астраханській області № 43/2004-ОЗ від 6 серпня 2004 року у складі району утворено 10 муніципальних утворень: 1 міське і 9 сільських поселень.

## Економіка
Провідною галуззю економіки району є сільськогосподарське виробництво, що має багатогалузеву структуру: овочівництво, картоплярство, рисівництво, молочне і м'ясне скотарство, вівчарство і птахівництво. Сільське господарство представлене 12 господарствами різної форми власності, 248 селянськими господарствами та 3 підсобними господарствами.
Також в районі знаходиться 8 промислових підприємств. Всі вони відносяться до малих підприємств.

## Пам'ятки
- Археологічний комплекс «Селітренне городище» — Сарай-Бату
- Хошеутовський хурул — пам'ятник дружби калмицького і російського народів
- Урочище Кордон — місце произростания опунції (висаджені вченими Хошеутовського пункту РА в декоративних цілях в 1904—1917 роках), визнано пам'яткою природи регіонального значення